# Maja Čemažar
Maja Čemažar, slovenska onkologinja, * 7. junij 1968.
Maja Čemažar je profesorica in znanstvenica, ki se ukvarja z raziskavami v onkologiji.

## Življenje in delo
Diplomirala je leta 1992 na  Biotehniški fakulteti Univerze v Ljubljani na področje biologije. Študij je nadaljevala na  Medicinski fakulteti Univerze v Ljubljani, kjer je leta 1996 magistrirala na področju tumorske biologije in leta 1998 doktorirala na področju temeljne medicinske vede. Podoktorski študij je opravila v UK, Gray Cancer Institute, v letih od 1999 do 2001 na področje vaskularne biologije, radioterapije in onkologije.
Univerza v Ljubljani ji je leta 2004 podelila naziv docentka na področju molekularne biologije in leta 2005 naziv znanstvena svetnica na področju radioterapije in onkologije.
Maja Čemažar je raziskovalka, ki se ukvarja s translacijskimi raziskavami v onkologiji. Aktivna je na področju eksperimentalne onkologije, kjer raziskuje biomedicinske aplikacije elektroporacije. Glavno področje njenega dela je uporaba elektroporacije za ciljan vnos citostatikov v tumorje, kjer so raziskave že v klinični fazi poskusov. Poleg tega se aktivno ukvarja tudi z elektrogensko terapijo za zdravljenje raka, ki ima tudi velike možnosti za prenos v kliniko.
Pedagoško in raziskovalno dela na Univerzi na Primorskem, Onkološkem inštitutu Ljubljana, Univerzi v Novi Gorici in na Univerzi v Ljubljani.

## Nagrade
- 1996 Krkina nagrada za raziskovalno delo, Novo mesto, Slovenija
- 2000 Young Investigator Award, 11th International Conference Chemical Modifiers Treatment Series Tumour Physiology and Cancer Treatment, Banff, Alberta, Kanada
- Leta 2006 je prejela Zoisovo priznanje za pomembne dosežke na področju eksperimentalne onkologije.